# Gripande

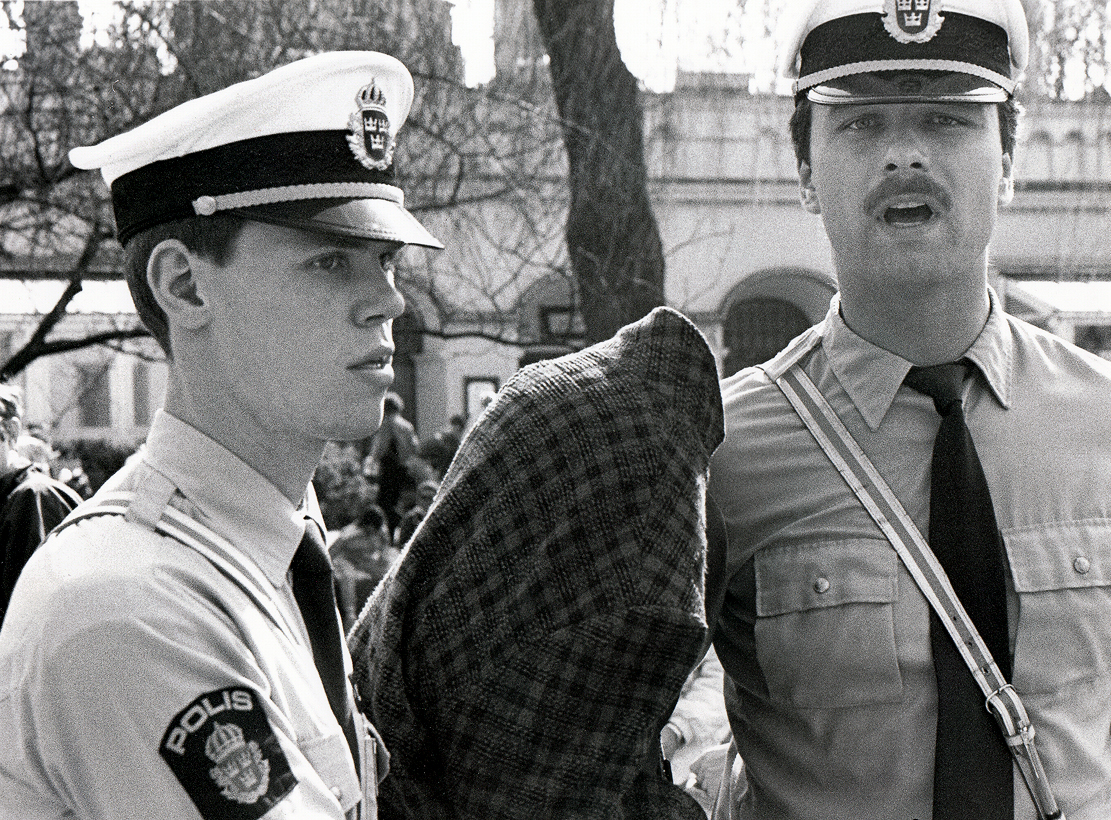
En person grips för störande av ordning i Folkets Park Malmö 1 maj 1985.

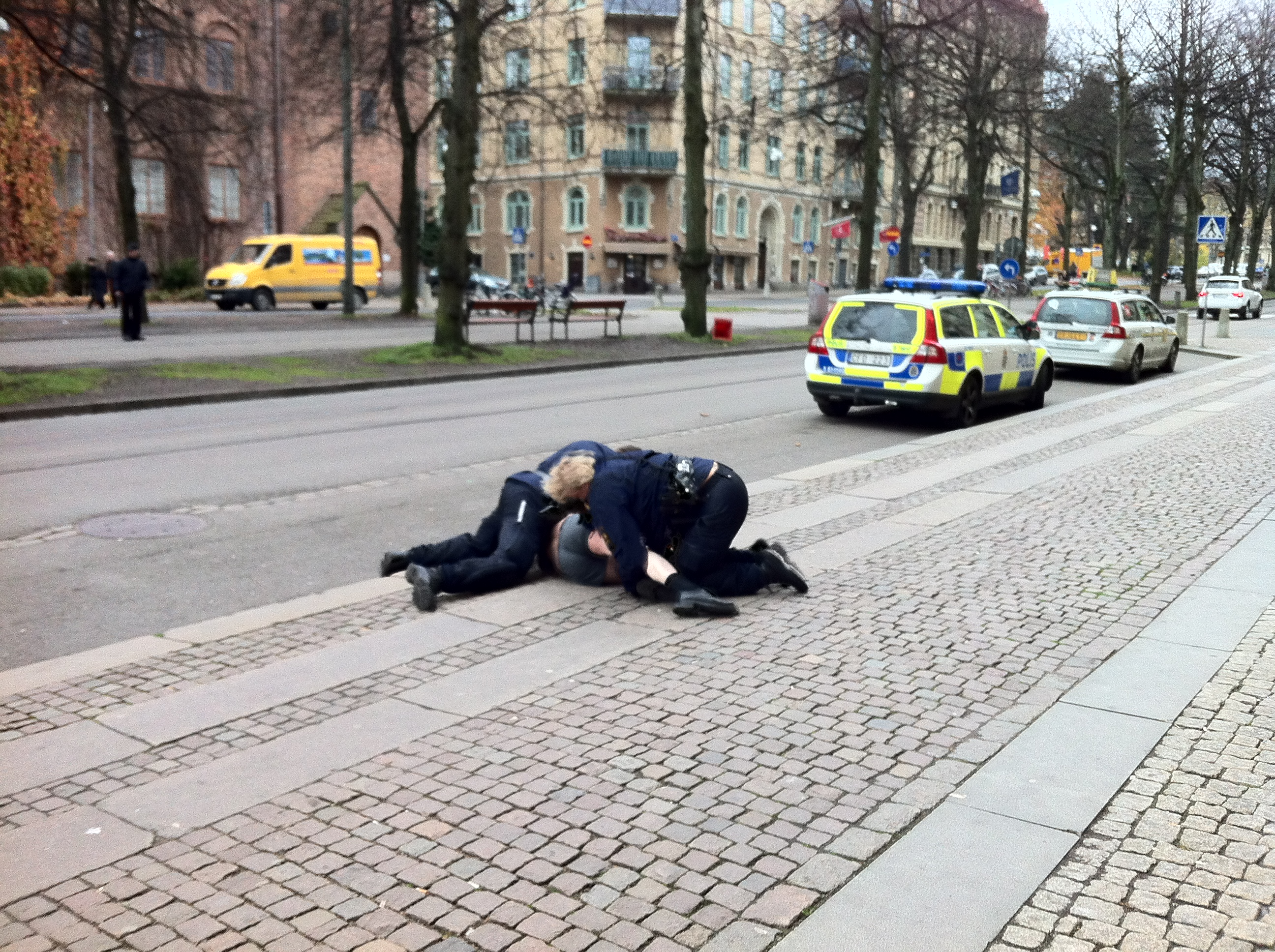
Två poliser griper en person på Vasagatan i Göteborg, 2012.

Gripande eller arrestering är tillfälligt frihetsberövande av en person som misstänks för brott, utfört av en polis eller motsvarande.

## Besläktade begrepp
Det finns olika grader av frihetsberövande. En polis, eller envar i särskilda situationer, kan tillfälligt frihetsberöva någon, i väntan på att situationen klaras upp. I Sverige kallas detta gripande, i många länder är termen arrestering åtminstone då handlingen utförs av polis. Om det finns skäl att hålla kvar personen (i polisarrest eller motsvarande) fattas beslut om anhållande, t.ex. av polisbefäl på skäliga grunder. Skall personen hållas kvar längre tid bör en domstol fatta beslut om häktning.
När man i anglosaxiska länder talar om att någon blivit arrested, motsvaras det i Sverige oftast av begreppet "gripen", dvs ett tillfälligt frihetsberövande utfört av polisman eller envar.
Begreppet arrested är i anglosaxiska länder även den formella juridiska termen när någon delges misstanke om brott som ett resultat av ett förhör. I en sån situation motsvaras arrested närmast av det svenska begreppet anhållande. Enligt inreseregler i USA ges inte visumfrihet bland annat om vederbörande någon gång blivit arrested för drogrelaterade misstankar.

## Sverige
Den svenska lagen säger att om det finns skäl att anhålla någon, får en polisman i brådskande fall gripa personen även utan anhållningsbeslut. Har någon gripits, ska han eller hon så snart som möjligt förhöras av polisman eller åklagare. Åklagaren ska snarast efter förhöret besluta om den misstänkte ska anhållas eller inte. Om åklagaren inte beslutar om anhållan, måste beslutet om gripande omedelbart hävas.
År 1992 dömde Högsta domstolen ett polisbefäl för tjänstefel, för att han underlåtit att hålla omedelbart förhör med en gripen person.
I Sverige används inte termen arrestering, också om de som gripits kan sättas i polisarrest. Uttrycket "arrestering" förekommer i svensk lag enbart i den svenska översättningen av Europakonventionens artikel 5, i "lagen (1994:1219) om den europeiska konventionen angående skydd för de mänskliga rättigheterna och de grundläggande friheterna", som gäller som lag i Sverige sedan 1994.
Fram till 1973 förekom inom den svenska försvarsmakten begreppet arrest. Det avsåg då ett kortvarigt frihetsberövande som kunde utdömas av ett regementes vakthavande befäl vid disciplinärenden, men kunde även utdömas av krigsdomstol vid ringare förbrytelser mot 1881 års strafflag för krigsmakten. Ordet "arrest" var även namnet på ett regementes häkte.